# Maurizio Fondriest
Maurizio Fondriest (* 15. Januar 1965 in Cles) ist ein ehemaliger italienischer Radrennfahrer. In seiner aktiven Zeit gehörte er zu den besten Klassikerjägern des Straßenradsports.

## Karriere
Als Amateur gewann er 1985 den Piccolo Giro di Lombardia. Fondriest wurde 1987 Radprofi. Bereits ein Jahr später gewann der damals erst 23-Jährige die Straßenweltmeisterschaften, nachdem er zu Beginn der Saison schon mit einem zweiten Platz bei Mailand–San Remo auf sich aufmerksam gemacht hatte. In den folgenden Jahren siegte er vor allem bei italienischen Eintagesrennen. Zudem erreichte er zahlreiche Podiumsplatzierungen bei Rennen des Rad-Weltcups. 1991 gewann er erstmals den Rad-Weltcup.
Sein mit Abstand erfolgreichstes Jahr war jedoch 1993, wo er allein 28 seiner 70 Karrieresiege einfahren konnte. Im Trikot des Team Lampre gewann er in diesem Jahr unter anderem Mailand–Sanremo, den Flèche Wallonne, die Meisterschaft von Zürich sowie die Etappenrennen Tirreno–Adriatico und Midi Libre. Durch seine Konstanz bei den Klassikern gewann er zudem zum zweiten Mal die Gesamtwertung des Rad-Weltcups.
In den folgenden Jahren bis zu seinem Karriereende 1998 war Fondriest nicht mehr annähernd so erfolgreich. Seinen letzten Sieg holte er 1997, als er eine Etappe in der Volta a la Comunitat Valenciana gewann.
Heute werden unter dem Namen „Fondriest“ italienische Rennräder hergestellt.

## Grand-Tour-Platzierungen
| Grand Tour            | 1987 | 1988 | 1989 | 1990 | 1991 | 1992 | 1993 | 1994 | 1995 | 1996 | 1997 | 1998 |
| --------------------- | ---- | ---- | ---- | ---- | ---- | ---- | ---- | ---- | ---- | ---- | ---- | ---- |
| Giro d’ItaliaGiro     | DNF  | –    | 28   | –    | –    | –    | 8    | –    | DNF  | –    | –    | –    |
| Tour de FranceTour    | –    | –    | –    | –    | 15   | 46   | –    | –    | DNF  | 51   | –    | –    |
| Vuelta a EspañaVuelta | –    | –    | –    | –    | –    | –    | –    | –    | –    | –    | 49   | DNF  |